# Start Point
Start Point – przylądek w dystrykcie South Hams hrabstwa Devon w Anglii (Wielka Brytania), jeden z najbardziej wysuniętych na południe punktów Anglii. Przylądek stanowi południową granicę zatoki Start Bay, która rozciąga się na północ do estuarium rzeki Dart.
W 1836 roku na przylądku wybudowano latarnię morską.